# Wilfrid Brambell
Henry Wilfrid Brambell (Dublin, 22 maart 1912 – Londen, 18 januari 1985) was een Iers tv- en filmacteur. In Engeland is hij vooral bekend door zijn rol in de Britse televisiereeks Steptoe and Son. In het Nederlandse taalgebied kennen we hem vooral als running gag in de Beatles film A Hard Day's Night, waarin hij Pauls grootvader speelt.

## Jeugd en vroege loopbaan
Zijn vader werkte in een bierbrouwerij van Guinness, maar zijn moeder was operazangeres. Tijdens de Eerste Wereldoorlog begon hij als klein kind op te treden om de gewonde soldaten te vermaken. Dit zou hij als volwassene opnieuw doen tijdens de Tweede Wereldoorlog.
Na een korte loopbaan als journalist ging hij ten slotte de toneel- en filmwereld in.

## Filmografie
- Another Shore (1948)
- The Quatermass Experiment (1953)
- Quatermass II (1955)
- The Adventures of Robin Hood (1957)
- Serious Charge (1959)
- Urge to Kill (1960)
- The Sinister Man (1961)
- Steptoe and Son (1962–1965, 1970–1974, 1977) (TV series) as Albert Steptoe
- Flame in the Streets (1961)
- What a Whopper (1961)
- In Search of the Castaways (1962)
- The Small World of Sammy Lee (1963)
- Crooks in Cloisters (1964)
- A Hard Day's Night (1964)
- The Three Lives of Thomasina (1964)
- Go Kart Go (1964)
- San Ferry Ann (1965)
- Alice in Wonderland (1966)
- According to Dora (1968)
- Witchfinder General (1968)
- Lionheart (1968)
- Cry Wolf (1968)
- Carry On Again Doctor (1969)
- Giacomo Casanova: Childhood and Adolescence (1969)
- Some Will, Some Won't (1970)
- Steptoe and Son (1972)
- Steptoe and Son Ride Again (1973)
- Holiday on the Buses (1973)
- The Adventures of Picasso (1979)
- Rembrandt (1980)
- High Rise Donkey (1980)
- The Terence Davies Trilogy: Death and Transfiguration (1984)
- Sword of the Valiant: The Legend of Sir Gawain and the Green Knight (1984)

- Bibsys: 13026981
- Bibliothèque nationale de France: cb14067154v (data)
- Gemeinsame Normdatei: 1216970513
- International Standard Name Identifier: 0000 0000 7840 4540
- Library of Congress Control Number: no98004689
- MusicBrainz: 82153b0c-afa3-4d89-8d80-c58ceba3e386
- Nationale Bibliotheek van Tsjechië: pna2006337897
- Nationale Bibliotheek van Israël: 987007441900905171
- Nederlandse Thesaurus van Auteursnamen: 262052407
- Système universitaire de documentation: 143798030
- Trove: 795455
- Virtual International Authority File: 36528454
- WorldCat: E39PBJwMB648MbjwvjkyMkRdwC